# 极速前进1
《极速前进1》（英語：Amazing Race 1）是真人秀节目《极速前进》的第一季比赛。11支队伍为最终大奖——一百万美元进行环球旅行竞赛。
2001年9月5日到12月12日於美國CBS首播。

## 结果
下表列出了所有参赛队伍的比赛结果，以排名顺序列出。當中列出的隊員關係為節目拍攝時期的狀態。
| 隊伍                  | 關係       | 分段比賽成績 | 分段比賽成績 | 分段比賽成績 | 分段比賽成績 | 分段比賽成績 | 分段比賽成績 | 分段比賽成績 | 分段比賽成績 | 分段比賽成績 | 分段比賽成績 | 分段比賽成績 | 分段比賽成績 | 分段比賽成績 | 路障完成狀況         |
| 隊伍                  | 關係       | 1 1          | 2            | 3            | 4ƒ           | 5ƒ           | 6ƒ           | 7            | 8ƒ           | 9            | 10ƒ          | 11           | 12           | 13           | 路障完成狀況         |
| --------------------- | ---------- | ------------ | ------------ | ------------ | ------------ | ------------ | ------------ | ------------ | ------------ | ------------ | ------------ | ------------ | ------------ | ------------ | -------------------- |
| Rob & Brennan         | 律师／摯友 | 1stƒ         | 3rd          | 3rd          | 6th          | 4th          | 3rd          | 3rd          | 3rd          | 1st          | 1st          | 2nd          | 1st          | 1st          | Rob 5, Brennan 7     |
| Frank & Margarita     | 分居父母   | 3rd          | 4th          | 2nd          | 4th          | 5th          | 1st6         | 1stƒ         | 2nd          | 2nd          | 2nd          | 1st          | 2nd          | 2nd          | Frank 9, Margarita 3 |
| Joe & Bill（Guido队） | 終生伴侶   | 2nd          | 2nd          | 4th          | 1st          | 2nd          | 2nd6         | 2nd          | 4th          | 4thƒ         | 4th          | 3rd          | 3rd          | 3rd9         | Joe 7, Bill 4        |
| Kevin & Drew          | 兄弟會成員 | 9th          | 5th          | 1stƒ         | 2nd          | 1st          | 4th          | 4th          | 1st          | 3rd          | 3rd          | 4th          |              |              | Kevin 5, Drew 5      |
| Nancy & Emily         | 母女       | 10th         | 7th          | 8th          | 3rd          | 3rd          | 5th          | 5th          | 5th          | 5th8         |              |              |              |              | Nancy 2, Emily 7     |
| Lenny & Karyn         | 情侣       | 4th          | 9th          | 7th          | 7th          | 6th7         | 6th          | 6th          |              |              |              |              |              |              | Lenny 2, Karyn 5     |
| Paul & Amie           | 未婚夫婦   | 8th          | 6th          | 6th          | 4th4         | 7th5         |              |              |              |              |              |              |              |              | Paul 3, Amie 1       |
| Dave & Margaretta     | 祖父母     | 8th2         | 8th3         | 5th          | 8th          |              |              |              |              |              |              |              |              |              | Dave 2, Margaretta 1 |
| Pat & Brenda          | 職業媽媽   | 5th          | 1stƒ         | 9th          |              |              |              |              |              |              |              |              |              |              | Pat 1, Brenda 0      |
| Kim & Leslie          | 教师／室友 | 6th          | 10th         |              |              |              |              |              |              |              |              |              |              |              | Kim 2, Leslie 0      |
| Matt & Ana            | 夫婦       | 11th         |              |              |              |              |              |              |              |              |              |              |              |              | Matt 0, Ana 0        |

- 红：該隊已被淘汰
- 藍：該隊最後抵達非淘汰提示站
- 綠ƒ：該隊贏得通行證；而綠色ƒ的賽程號碼表示雖然該賽程有通行證但無隊伍使用

^  注解1： 第一赛段原本有路障任务，但在节目里未播出。该任务会在DVD光盘里播出。

^  注解2： Dave和Margaretta原本是第7位，但他们没有正确完成绕道任务。所以他们在下一赛段延迟到第8队出发。

^  注解3： Dave和Margaretta原本是第6位，但由于他们错过了在埃菲尔铁塔下的线索箱就直接上去了，虽然在对手那里知道了线索箱的位置和下一个目的地，但他们下来后拿到路障线索就直接去了中继站，所以他们被罚至第8队出发。

^  注解4： Paul & Amie原本是第6位，但由于制作问题获得时间补偿。所以他们上升至第4队出发。

^  注解5： Paul & Amie由于迷路他们跳过了路障直接前往中继站，但到达时他们已经是最后一名，所以免去了四小时罚时。

^  注解6： Frank & Margarita 和 Joe & Bill原本是前两位到达的，但由于他们未按照路线信息行进被罚30分钟，但该罚时未对他们的排名造成影响。

^  注解7： Lenny & Karyn由于制作问题获得了额外得时间补偿，但他们的排名未发生变化。

^  注解8： Nancy & Emily 原本是第四队到达的队伍，但因为他们故意违背线索指示而到达终点所以们要接受24小时的罚时。在此期间，最后一支队伍Joe & Bill到达了中继站。所以Nancy & Emily 被淘汰。

^  注解9：Joe & Bill由于与前两队的差距太大以致无法完成最后一个赛段，当他们到达最后一个赛段第一个线索箱时，被告知比赛已结束。

## 標題
以下為每集的標題：
1. .The Race Begins
2. .Divide And Conquer
3. .Home For Some
4. .Colossal Showdown
5. .Desert Storm
6. .Whatever It Takes To Win
7. .Triumph And Loss
8. .Competition To The Fullest
9. .The Unexpected Twist
10. .To The Physical And Mental Limit
11. .Fight To The Last Minute
12. .Race To The Finish - Part 1
13. .Race To The Finish - Part 2

## 旅程
美国 →  南非 →  尚比亞 →  法國 →  突尼西亞 →  義大利 →  印度 →  泰國 →  中国 →  美国

## 赛程

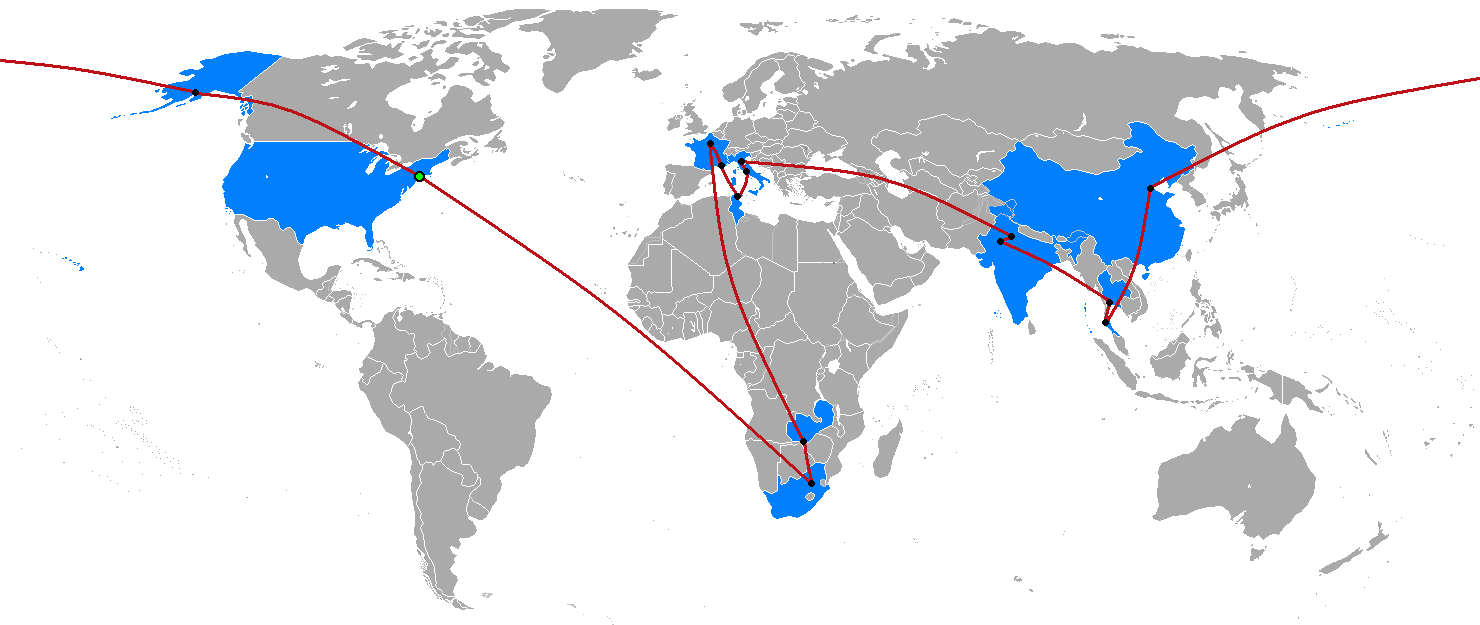
第一季路线图

### 第1段（美国→南非→赞比亚）
- 美国·纽约州·纽约（中央公园）（起点）
- 纽约（肯尼迪国际机场）到  南非·约翰内斯堡（约翰内斯堡国际机场）
- 约翰内斯堡（拉塞利亞国际机场）
- 约翰内斯堡（拉塞利亞国际机场）到  赞比亚·利文斯顿（利文斯敦机场）
- 利文斯敦（维多利亚瀑布-刀刃橋）
  - 利文斯敦（维多利亚瀑布-Boiling Pot）
- 利文斯敦 (巴托卡峡谷)
- Songwe Village

本次绕道队伍要选择“空中”或“地上”，选择“空中”的队伍要先通过钢索横穿峡谷，然后每名队员从峡谷荡至谷底到达线索箱。而“地上”要求队伍要沿着指定的路线徒步前往同一个线索箱。本次通行证要求队伍要徒步走到名叫Boiling Pot的地方获取通行证。
未播出任务：队伍曾在Songwe Village进行过路障任务，该任务要求一名队员烹制鸵鸟蛋，然後兩名队员要一同吃完。

### 第2段（赞比亚→法国）
- Songwe Village（Songwe 博物馆）
  - 利文斯敦(Bundu Adventures)
- 约翰内斯堡（约翰内斯堡国际机场）到  法国·巴黎（夏爾·戴高樂國際機場）
- 巴黎（埃菲尔铁塔）
- 巴黎（凯旋门）

本次绕道要求队伍要选择“近”或“远”，“近”要求队伍要前往莫西奥图尼亚国家公园找到三个指定的动物并拍下照片。而“远”要求队伍要前往位于博茨瓦纳境内的乔贝国家公园给大象拍照。两项任务最后队伍要前往Mukuni Village，接受酋长的祝福后，队伍要将拍摄的照片给他看就可以获得下一个目的地的模型。本次通行证要求队伍要在赞比西河进行漂流，一旦到达Bundu Adventures就可以获取通行证。本次路障要求一名队员要进入铁塔里找到望远镜并投入10法郎，然后用它在附近找到插有比赛旗帜的下一个目的地。

### 第3段（法国）
- 巴黎 (Roue de Paris) 
  - 巴黎（Mariage Frères茶店）
- 巴黎（巴黎市政厅）[AT1]
- 巴黎（巴黎里昂车站） 到 阿维尼翁（阿维尼翁中央车站）或 马赛（马赛圣夏尔车站）
- 普罗旺斯地区莱博（Château des Baux）

本次绕道要求队伍要选择困“困难的攀岩”或“容易的行走”，“困难的攀岩”要求队伍要前往巴黎圣母院攀爬297级台阶到卡西莫多钟并敲响它就能获得下一条线索。“容易的行走”要求队伍要前往先贤祠找到旁边有座猫雕像的傅科摆就能获得下一条线索。本次通行证要求队伍要前往Mariage Frères茶店找到一款叫“冒险家”的茶。本次路障要求一名队员要通过下水道步行前往Place du Châtelet。
附加任务
[AT1]：在巴黎市政厅队伍要前往对面找到穿着蓝色工作服的人获得路障线索。

### 第4段（法国→突尼斯）
- 馬賽（Marseille Ferry Port）到  突尼斯·突尼斯城(La Goulette)[AT1]
- 突尼斯城 (Bab El Bhar)
- 杰姆（圆形竞技场）

本次绕道队伍要选择“全身酿造”或“全身按摩”，“全身酿造”要求队伍根据照片前往一家咖啡店。“全身按摩”要求队伍根据地图前往一家按摩店接受20分钟的按摩。两项任务最后队伍会获得上面有下一个目的地图案的打火机。本次路障要求一名队员要用打火机点燃火把，然后在竞技场里找到名叫“死亡之井”的地方就能获得下一条线索和一把剑。
附加任务
[AT1]：在起点，队伍会获得线索的同时也会获得一张照片和突尼斯国旗，到达突尼斯后，队伍要找到这个人并对他说当地问候语。

### 第5段（突尼斯）
- 泰塔温 (Globe monument)[AT1]
- 撒哈拉沙漠（Ksar Ghilane）
- 撒哈拉沙漠（沙漠绿洲）

本次绕道队伍要选择“玩”或“听”，“玩”要求队伍要前往Ksar Ouled Soltane解开一道谜题就能获得下一条线索。而“听”要求队伍要前往Ksar Hadada，先拿一台对讲机然后通过对讲机找隐藏在Ksar Hadada的另一台对讲机就能获得下一条线索。
本次路障一名队员利用指南针骑着骆驼指引队友牵着它前往中继站。
附加任务
[AT1]：在起点，队伍会获得线索的同时也会获得一张照片，指引队伍前往下一个目的地。

### 第6段（突尼斯→意大利）
- 突尼斯城（皇宮酒店）[AT1]
- 突尼斯城（突尼斯-迦太基国际机场）到  意大利·罗马（列奧納多·達文西機場）
- 罗马（古罗马斗兽场）
- 罗马（罗马特米尼车站）到 摩德纳（Castelfranco Emilia）
- 摩德納（帕加尼汽车工厂）
- 圣阿加塔博洛涅塞 (市镇广场)

本次绕道队伍要选择“走”或“跳”，“走”要求队伍要前往卡比托利欧广场找到照片里的雕塑就能获得下一条线索。“跳”要求队伍根据照片前往维托里亚诺就能获得下一条线索。本次路障要求一名队员驾驶车辆根据一张意大利文的地图前往中继站，另一名队员则乘坐跑车前往中继站。
（注：第5赛段结束后，由于沙尘暴的影响，各队被送往加贝斯开始下一赛段。）
附加任务
[AT1]:队伍在皇宮酒店通过一张照片前往附近的角斗场获得下一条线索。

### 第7段（意大利→印度）
- 圣阿加塔博洛涅塞（市鎮廣場）
  - 费拉拉 (Castello Estense)
- 费拉拉（费拉拉火车站） 到 罗马（特米尼车站）或 米兰（米兰中央车站）
- 罗马（列奧納多·達文西機場）或 米蘭（米蘭-馬爾彭薩機場）到  印度·德里（英迪拉·甘地國際機場）
- 德里（德里红堡-月光集市）
- 北方邦阿格拉 (Taj Khema Hotel)

本次绕道要求队伍选择“滑行”或“骑行”，“滑行”要求两名队员要分别乘坐牵引飞机和滑翔机，当牵引绳松开后，坐在滑翔机里的队员会体验一次滑翔之旅，最后队伍要乘出租车前往火车站获取线索。“滑行””要求两名队员分别骑自行车前往相同的地方获取线索。本次路障要求一名队员要乘坐三轮车在众多商店里找到指定的一家获取线索。通行证要求队伍要前往Castello Estense，在护城河上划船找到位于城墙上的通行证。

### 第8段（印度）
- 阿格拉（泰姬陵）
- 斋浦尔（风之宫）
- 斋浦尔（斋浦尔火车站）到 比卡内尔（比卡内尔火车站）
- 德斯赫诺凯（Karni Mata寺庙）
- 比卡内尔 (Laxmi Niwas Palace)

本次绕道要求队伍选择“大象”或“划船”，“大象”要求队伍要骑着大象前往琥珀堡，然后在堡垒里找到一位苦行僧获取线索。
“划船”要求队伍要前往萨加尔湖然后乘船前往湖中的宫殿在里面找到一位苦行僧获取线索。本次路障要求一名队员要脱掉鞋子进入满是老鼠的寺庙在里面找到装有下一条线索的罐子。

### 第9段（印度→泰国）
- 德里（英迪拉·甘地國際機場）到  泰国·曼谷（曼谷國際機場）
- 曼谷（郑王庙）
  - 曼谷（卧佛寺）
- 北碧府（Buddhist Monastery）
- 甲米（虎穴庙）

本次绕道要求队伍选择“公共”或“私人”，“公共”要求队伍要前往巴士站搭乘巴士前往北碧府获取线索。“私人”要求队伍要前往附近社区，然后队伍要找到线索里挂有指定车牌号的私家车并搭乘它前往相同的目的地。本次通行证要求队伍要选择一碗硬币，然后将其投入寺庙里面的砵（每个砵里投一枚硬币），一旦他们投入的硬币正好与砵数相同就能获得通行证。本次路障要求一名队员要穿上僧侣服前往满是老虎的区域，在一个陶罐里获取线索。

### 第10段（泰国）
- 莱莉海滩 (King's Climbing)
- 莱莉海滩(Thaiwand Wall)  [AT1]
- Bo Tor, Ao Luk（Sea, Land and Trek 公司）
- Chicken Island[AT2]
- Pai Plong 海滩

本次绕道要求队伍选择“步行”或“攀登”，“步行”要求队伍要步行一段很长的路前往下一条线索。而“攀登”要求队伍要爬到相同的地点。本次路障一名队员要划着载有队友和两个背包的独木舟前往一座洞穴并在里面获取线索。
附加任务
[AT1]：完成绕道后，队伍要穿越丛林下降至船上并搭乘它回到莱莉海滩，然后再前往Sea, Land and Trek 公司获取线索。
[AT2]：乘船到达Chicken Island附近的路线标记后，队伍要潜入海里找到线索。

### 第11段（泰国→中国）
- 普吉（普吉國際機場）到  中国 北京（北京首都國際機場）
- 北京（景山公园--万春亭）
- 北京（紅橋市場）[AT1]
- 北京（东华门夜市）
- 北京（天坛公园·南门）

本次绕道要求队伍选择“球”或“车”，要求队伍要前往一家社区与当地少年冠军打乒乓，一旦队伍得到5分就能获得下一条线索。“车”要求队伍要先搭乘巴士101到呼家楼，然后搭乘再三轮摩托到刘家窑，最后再搭乘三轮车到全鑫園烤鴨店就能获得线索。本次路障要求一名队员将食材交给出厨师烹饪并将其吃掉。
附加任务
[AT1]：队伍在紅桥市场会获得一份清单，然后到地下一层购买5隻蠶蛹、1隻魷魚及2隻雞爪並帶往東華門夜市第57檔攤。

### 第12段（中国→美国）
- 北京（天坛公园）[AT1]
- 长城（居庸关）
- 北京（北京首都國際機場）往  美国·阿拉斯加·安克雷奇（安克雷奇國際機場）
- Scotty Lake（Bed and breakfast）[AT2]
- 斯考蒂湖（跳毯區）
- 马塔努斯卡冰川
- Denali State Park（高速公路131英里路标）[AT3]
- 无人小屋

本次绕道要求队伍选择陡峭“平坦”或“陡峭”，“平坦”要求队伍要走一段虽平坦但耗时长的路到达烽火台，而“陡峭”要求队伍要走一段虽都但耗时短但陡峭得路前往同一地点。本次路障要求一名队员要爬上马塔努斯卡冰川。
附加任务
[AT1]：队伍要在天坛公园找到在指定区域放风筝的人，在风筝上队伍会获得下一条线索。
[AT2]：队伍要休息一晚，然后一名队员要登上跳毯在跳跃过程中，队员要在附近寻找线索。
[AT3]：在高速公路131英里路标，队伍要乘坐雪车前往中继站。

### 第13段（美国）
- 塔克沙小屋
- Talkeetna（鱼湖）
- 安克雷奇（安克雷奇國際機場） 往 新澤西州·紐華克（紐華克自由國際機場）
- 皇后區（文森特丹尼尔广场）
- 皇后區（法拉盛草原可乐娜公园 - 巨型地球仪）

本次绕道队伍要选择“狗拉雪橇”或“機動雪車”，“狗拉雪橇”要求队伍要乘坐狗拉雪橇11英里前往下一条线索。“機動雪車”要求队伍要乘坐雪地摩托30英里前往下一条线索。本次路障要求一名队员要跳入冰冷的湖水里获取下一条线索。